# アメリカ国家偵察局
アメリカ国家偵察局（アメリカこっかていさつきょく、英語：National Reconnaissance Office、略称：NRO）は、アメリカ国防総省の諜報機関。名目上は空軍長官直轄の独立組織であり、NRO長官は宇宙担当次官補の兼務である。しかし、実際には中央情報局（CIA）なども加わる運営委員会がある。
NROは1960年8月25日、ホワイトハウス、CIA、空軍、国防総省の協議により設立された。偵察衛星の設計、打ち上げ、回収など総合運用を行うとされている。かつては諜報関係者すら公的な場所で組織名を口にする事さえ禁じられたほどの秘匿機関であり、組織の存在が暴露された後も長きに渡り現職長官名も公開されない極秘機関だったが、このような秘匿は情報公開法に抵触するとの抗議を受け、現在では公式サイトでその概要を知ることができる。
それでも組織の全容は把握されておらず、長らく組織の存在が秘匿された経緯や、軍事の最重要分野に大きく関わる航空宇宙技術に大きく関与していた状況から判断して、公表された概要部分も公表された任務に関わる部分のみだと見る事も出来る。

## 目的
アメリカ国家偵察局（NRO）は、宇宙偵察システムの開発や運用、アメリカの国家安全保障に関連する情報収集活動を指揮している。
また、軍やCIAによる航空機や偵察衛星からの情報を収集、分析も同時に行っている。
NROはアメリカ国家安全保障局（NSA）、アメリカ国家地理空間情報局（NGA）、中央情報局（CIA）、アメリカ国防情報局（DIA）などの情報機関と密接に活動を行っている。

## 組織
- 国家偵察局長官
- 国家偵察局副長官
  - 上級顧問
  - 法律顧問
  - 監察総監
  - 主席情報官（CIO）
  - 雇用機会均等室
  - 総務担当副長官
  - 業務計画・運用担当副長官
  - 国家支援担当副長官
  - 軍事支援担当副長官
  - システムエンジニアリング担当副長官
  - 信号情報システム取得・運用部：SIGINT担当
  - 通信システム取得・運用部：通信衛星担当
  - 画像情報システム取得・運用部：IMINT担当
  - 先進システム技術部
  - 宇宙発射室：人工衛星打ち上げ担当